# 西关街道 (临夏市)
西关街道，是中华人民共和国甘肃省临夏回族自治州临夏市下辖的一个乡镇级行政单位。

## 行政区划
西关街道下辖以下地区：
华寺社区、拱北社区、新兴社区、新桥社区、西郊社区和红园新村社区。